# Дебрен
 Тази статия е за селото в България.  За обезлюденото село в Гърция вижте Дебрен (Драмско).  
Дѐбрен е село в Югозападна България, област Благоевград, община Гърмен.

## География
Селото се намира в планински район близо до град Гоце Делчев.
.

## История
Древна е историята на старото село и днес можем да видим останки от няколко епохи в местностите Свети Георги, Свети Архангел, Алангерица, Гармаде, Пирек, Селище и други. На километър северно от днешното село са открити следи от късноантична църква.
В списък на селищата и броя на немюсюлманските домакинства във вилаета Неврокоп от 13 март 1660 година село Дебрен (Дебрани-и бюзюрг) е посочено като село, в което живеят 4 немюсюлмански семейства. В други османски документи селото се среща изписано само като Дебрани (на османски турски: دبــرﺍﻧـﻰ).
В XIX век Дебрен е мюсюлманско село в Неврокопска каза на Османската империя. В „Етнография на вилаетите Адрианопол, Монастир и Салоника“, издадена в Константинопол в 1878 година и отразяваща статистиката на населението от 1873 година, Дебрен (Débren) е посочено като село с 60 домакинства и 160 жители помаци. Според Стефан Веркович към края на XIX век Дебрен има мюсюлманско мъжко население 331 души, което живее в 100 къщи.
В 1891 година Георги Стрезов пише за селото:
| „ | Дебрен, на ЮИ от града 7 часа. Път тесен и стръмен. В полите на Боздаг, 1 1/2 час до Карасу. Скотоводци и земледелци. Околност планиниста. Всичките помаци, 180 къщи. | “ |

Съгласно статистиката на Васил Кънчов („Македония. Етнография и статистика“) към 1900 година Дебрен е българо-мохамеданско селище. В него живеят 550 българи-мохамедани в 70 къщи.
При избухването на Балканската война в 1912 година човек от Дебрен е доброволец в Македоно-одринското опълчение.
Новото село води началото си от 1968 година, когато жителите решават да преместят селото в близост до равнинната част, което ще улесни труда им като земеделски производители. Дебрен е благоустроено и има канализация и водопровод. В 2004 година отваря врати ново училище. В селото функционира читалище „Отец Паисий“. В 1993 година жителите на селото със собствен труд и средства изграждат просторна джамия.
В старото село са запазени джамията и църквата „Свети Георги“.

## Население

### Етнически състав
Преброяване на населението през 2011 година
Численост и дял на етническите групи според преброяването на населението през 2011 г.:
|                     | Численост |
| Общо                | 2251      |
| Българи             | 1417      |
| Турци               | 37        |
| Цигани              | 21        |
| Други               | 22        |
| Не се самоопределят | 232       |
| Неотговорили        | 522       |